# Ngày xưa Hoàng Thị
"Ngày xưa Hoàng Thị" là tên một bài thơ được thi sĩ Phạm Thiên Thư sáng tác và nhạc sĩ Phạm Duy phổ nhạc năm 1971 . Vào những năm đầu thập niên 70, bài Ngày xưa Hoàng thị đã trở thành một hiện tượng tại miền Nam Việt Nam. Ca sĩ Thanh Thúy là người đầu tiên thể hiện bài hát này. Những ca sĩ trình bày bản nhạc này nổi tiếng khác là Thái Thanh với giọng cao vút, Julie Quang và gần đây là Ngọc Hạ.
Được NSƯT Thành Lộc trình bày với lời chế "Em tan trường về mà sao hổng cho em về, em tan trường về mà sao hổng cho em về" trong vở kịch "Ngày xửa ngày xưa 20: Cậu bé Khoai Lang Tây và ba bà tiên" vào năm 2010.

## Cảm hứng
Theo nhà thơ Phạm Thiên Thư thì "đó là những kỷ niệm đẹp đẽ, mối tình lãng mạn của thời trai trẻ". Hoàng Thị Ngọ là một nhân vật có thật, một cô gái học cùng lớp với nhà thơ lúc ông đang học lớp đệ tam (lớp 10 bây giờ) trường Trung học Văn Lang (khu Tân Định) . Tuy yêu cô ấy lắm, nhưng ông không dám ngỏ lời, mà chỉ lẽo đẽo theo sau lúc tan trường, khi cô học sinh đang trên đường về nhà một mình.